# Nils Jareborg
Nils Börje Jareborg, nascido em 20 de março de 1938, é Professor Emérito de Direito Penal na Universidade de Upsália, Suécia. Além de várias publicações em sua área, também abordou questões filosóficas. A sua produção científica desempenhou grande influência na Suécia no final do século XX e continua a desempenhar no início do XXI, bem como na Alemanha no que diz respeito à determinação judicial da pena.

## Resenha Bibliográfica

### Principais livros publicados e organizados
- Handling och uppsåt: En undersökning rörande doluslärans underlag. Stockholm: Norstedts förlag, 1969 (XXX + 394 pp.).
- Begrepp och brottsbeskrivning: Semantik och läran om normativa rekvisit. Stockholm: Norstedts förlag, 1974 (293 pp.).
- Värderingar. Stockholm: Norstedts förlag, 1975 (253 pp.).
- Förmögenhetsbrotten. Stockholm: Norstedts förlag, 1975 (XII+381 pp.).
- Brotten mot person. Uppsala: Iustus förlag, 1975 (123pp.).
- Brotten. Andra häftet: Förmögenhetsbrotten. Stockholm: Norstedts förlag, 1978 (XIV+240 pp.).
- Brotten. Första häftet: Grundbegrepp. Brotten mot person. Stockholm: Norstedts förlag, 1979 (XVII+320+10 pp.).
- Brotten. Tredje häftet: Brotten mot allmänheten och staten. Stockholm: Norstedts förlag, 1982 (XVI+270 pp.).
- Påföljdsbestämning i USA. Stockholm: Brottsförebyggande rådet. Forskning, 1984  (207 pp.). (escrito em conjunto com Andrew von Hirsch e Kathleen J. Hanrahan)
- Brotten. Första häftet: Grundbegrepp. Brotten mot person. Andra upplagan. Stockholm: Norstedts förlag, 1984 (363 pp.).
- Brottsbalken kap. 2324 med mera. Uppsala: Iustus förlag, 1985 (VII+128 pp.).
- Uppsåt och oaktsamhet. Uppsala: Iustus förlag, 1986 (48 pp.).
- Brotten. Andra häftet: Förmögenhetsbrotten. Andra upplagan. Stockholm: Norstedts förlag, 1986 (305 pp.).
- Brotten. Tredje häftet: Brotten mot allmänheten och staten. Andra upplagan. Stockholm: Norstedts förlag, 1987 (294 pp.).
- De särskilda strafflagarna. Uppsala: Iustus förlag, 1987 (109 pp.).
- Essays in Criminal Law. Uppsala: Iustus förlag, 1988 (151 pp.).
- Strafmass und Strafgerechtigkeit: Die deutsche Strafzumessungslehre und das Prinzip der Tatproportionalität. Bonn: Forum Verlag, 1991 (X+70 pp.). (escrito em conjunto com Andrew von Hirsch)
- Straffrättsideologiska fragment. Uppsala: Iustus förlag, 1992 (242 pp.).
- Straffrättens ansvarslära. Uppsala: Iustus förlag, 1994 (419 pp.).
- Straffrättens gärningslära. Stockholm: Norstedts Juridik, 1995 (270 pp.).
- Positive Generalprävention: Kritische Analysen im deutsch-englischen Dialog. Uppsala-Symposium 1996. Heidelberg: C. F. Müller Verlag, 1998 (220 pp.). (organizado com Bernd Schünemann, Andrew von Hirsch e Tatjana Hörnle)
- Straffrättens påföljdslära. Stockholm: Norstedts Juridik, 2000 (182 pp.). (escrito em conjunto com Josef Zila)
- Allmän kriminalrätt. Uppsala: Iustus förlag, 2001 (494 pp.).
- Gastronomiska undersökningar. Uppsala: Iustus förlag, 2002 (253 pp.).
- Scraps of Penal Theory. Uppsala: Iustus förlag, 2002 (122 pp.).
- Inkast i straffområdet. Uppsala: Iustus förlag, 2006 (199 pp.).
- Straffrättens påföljdslära. Andra upplagan. Stockholm: Norstedts Juridik, 2007 (185 pp.). (escrito em conjunto com Josef Zila)
- Mening, värde och rationalitet. Uppsala: Iustus förlag, 2008 (557 pp.).
- Kriminalrättens grunder. Svensk straffrätt I. Uppsala: Iustus förlag, 2010 (578 pp.). (escrito em conjunto com Petter Asp e Magnus Ulväng)
- Straffrättens påföljdslära. Tredje upplagan. Stockholm: Norstedts Juridik, 2010 (192 pp.).
- Brotten mot person och förmögenhetsbrotten. Uppsala: Iustus förlag, 2010 (331 pp.). (escrito em conjunto com Sandra Friberg)
- Prolog till straffrätten. Uppsala: Iustus förlag, 2011 (128 pp.).
- Brotten mot allmänheten och staten. Uppsala: Iustus förlag, 2012 (312 pp.). (escrito em conjunto com Petter Asp, Sandra Friberg and Magnus Ulväng)
- Kriminalrättens grunder. Andra upplagan. Uppsala: Iustus förlag, 2013 (504 pp.). (escrito em conjunto com Petter Asp e Magnus Ulväng)
- Straffrättens påföljdslära. Fjärde upplagan. Stockholm: Norstedts Juridik, 2014 (193 pp.) (escrito em conjunto com Josef Zila)